# جورج برترام
جورج برترام (بالإنجليزية: George Bertram)‏ (15 يناير 1896 في المملكة المتحدة - 1 أبريل 1963 في المملكة المتحدة) هو لاعب كرة قدم بريطاني (وحمل سابقاً جنسية المملكة المتحدة لبريطانيا العظمى وأيرلندا) في مركز الهجوم. لعب مع نادي برينتفورد ونادي ريكسهام ونادي فولهام ونادي ميدلزبره ونادي أوزورتي تاون ‏ ودورهام سيتي ‏ وRotherham County F.C. ‏ وSittingbourne F.C. ‏ وLeadgate Park F.C. ‏.